# Бове-сюр-Мата
Бове́-сюр-Мата́ (фр. Beauvais-sur-Matha) — коммуна во Франции, находится в регионе Пуату — Шаранта. Департамент коммуны — Шаранта Приморская. Входит в состав кантона Мата. Округ коммуны — Сен-Жан-д’Анжели.
Код INSEE коммуны — 17037.

## Население
Население коммуны на 2010 год составляло 681 человек.
| 1962 | 1968 | 1975 | 1982 | 1990 | 1999 | 2010 |
| ---- | ---- | ---- | ---- | ---- | ---- | ---- |
| 702  | 667  | 715  | 691  | 645  | 619  | 681  |

## Экономика
В 2010 году среди 413 человек трудоспособного возраста (15—64 лет) 276 были экономически активными, 137 — неактивными (показатель активности — 66,8 %, в 1999 году было 70,1 %). Из 276 активных жителей работали 233 человека (120 мужчин и 113 женщин), безработных было 43 (20 мужчин и 23 женщины). Среди 137 неактивных 21 человек были учениками или студентами, 58 — пенсионерами, 58 были неактивными по другим причинам.